# Svetovno prvenstvo v biatlonu 1989
Svetovno prvenstvo v biatlonu 1989 je sedemindvajseto svetovno prvenstvo v biatlonu, ki je potekalo med 7. in 12. februarjem 1989 v Feistritzu, Avstrija, v štirih disciplinah za moške in ženske. Prvič sta potekali ekipni tekmi in prvič so potekale moške in ženske tekme na skupnem prizorišču.

## Dobitniki medalj

### Moški
| Disciplina | Zlato                                                                                 | Zlato   | Srebro                                                                                | Srebro  | Bron                                                                              | Bron      |
| 10 km      | Frank Luck                                                                            | 28,08,7 | Eirik Kvalfoss                                                                        | 28,14,1 | Jurij Kaškarov                                                                    | 28,32,7   |
| 20 km      | Eirik Kvalfoss                                                                        | 58,13,0 | Gisle Fenne                                                                           | 59,20,8 | Fritz Fischer                                                                     | 1:00,48,1 |
| 4 x 7,5 km | Vzhodna Nemčija · Frank Luck · André Sehmisch · Birk Anders · Frank-Peter Roetsch     |         | Sovjetska zveza · Jurij Kaškarov · Sergej Čepikov · Aleksander Popov · Sergej Buligin |         | Norveška · Geir Einang · Sylfest Glimsdal · Gisle Fenne · Eirik Kvalfoss          |           |
| ekipno     | Sovjetska zveza · Jurij Kaškarov · Sergej Buligin · Aleksander Popov · Sergej Čepikov | 59:36,9 | Zahodna Nemčija · Franz Wudy · Herbert Fritzenwenger · Georg Fischer · Fritz Fischer  | 59:44,2 | Vzhodna Nemčija · Andreas Heymann · André Sehmisch · Raik Dittrich · Steffen Hoos | 1:01:27,1 |

### Ženske
| Disciplina | Zlato                                                                                            | Zlato     | Srebro                                                                         | Srebro    | Bron                                                                             | Bron      |
| 7,5 km     | Anne Elvebakk                                                                                    | 27:12,3   | Cvetana Krasteva                                                               | 27:15,4   | Natalija Prikasčikova                                                            | 27:24,8   |
| 15 km      | Petra Schaaf                                                                                     | 1:06:11,2 | Anne Elvebakk                                                                  | 1:06:31,6 | Svetlana Davidova                                                                | 1:07:25,2 |
| 3 x 7,5 km | Sovjetska zveza · Natalija Prikasčikova · Svetlana Davidova · Jelena Golovina                    | 1:23:15,5 | Bolgarija · Cvetana Krasteva · Marija Manolova · Nadežda Alekseva              | 1:25:29,9 | Češkoslovaška · Eva Buresova · Renata Novotná · Jiřina Adamičková                | 1:26:07,5 |
| ekipno     | Sovjetska zveza · Natalija Prikasčikova · Svetlana Davidova · Luiza Čerepanova · Jelena Golovina | 1:05:38,8 | Norveška · Synnøve Thoresen · Elin Kristiansen · Anne Elvebakk · Mona Bollerud | 1:07:48,0 | Zahodna Nemčija · Inga Kesper · Daniela Hörburger · Dorina Pieper · Petra Schaaf | 1:07:54,1 |

## Medalje po državah
| Poz | Država          | Zlato | Srebro | Bron | Skupaj |
| 1   | Sovjetska zveza | 3     | 1      | 3    | 7      |
| 2   | Norveška        | 2     | 4      | 1    | 7      |
| 3   | Vzhodna Nemčija | 2     | 0      | 1    | 3      |
| 4   | Zahodna Nemčija | 1     | 1      | 2    | 4      |
| 5   | Bolgarija       | 0     | 2      | 0    | 2      |
| 6   | Češkoslovaška   | 0     | 0      | 1    | 1      |